# Hannah Montana (ścieżka dźwiękowa)
Hannah Montana – ścieżka dźwiękowa do serialu o tej samej nazwie. Została wydana 24 października 2006 roku przez Walt Disney Records. Pierwsze osiem utworów na płycie śpiewa Miley Cyrus, jako Miley Stewart. Na albumie znajdują się także cztery utwory wykonywane przez innych artystów oraz ostatni wykonywany przez Cyrus (nie jako Montana) i jej ojca Billy’ego Raya Cyrusa. Soundtrack był ósmym najlepiej sprzedającym się albumem w 2006 roku w USA, z liczbą prawie dwóch milionów sprzedanych egzemplarzy w tym roku. Album sprzedał się w ponad 3 700 000 kopiach w Stanach i ponad 4 500 000 na całym świecie.
Album zadebiutował na szczycie Billboard 200, gdzie utrzymał się przez dwa tygodnie. Osiem utworów z płyty znalazło się na liście Billboard Hot 100. Wydano także edycję albumu: Holiday Edition oraz dwu-dyskową edycję Special Edition.
Soundtrack jest pierwszą ścieżką dźwiękową przed Hannah Montana 2/Meet Miley Cyrus, Hannah Montana: The Movie, Hannah Montana 3 i Hannah Montana Forever.

## 2-dyskowa Edycja Specjalna
Hannah Montana 2-Disc Special Edition Soundtrack został wydany 20 marca 2007 roku. Pudełko zapakowane w srebrny hologram zawiera:
- Oryginalną ścieżkę dźwiękową.
- Bonus track: „Nobody’s Perfect z Hannah Montana 2/Meet Miley Cyrus.
- 4 zdjęcia z autografem Miley Cyrus.
- Kod, który pozwala pobrać dzwonek „This Is the Life”.
- DVD z teledyskiem do „Nobody’s Perfect”. Specjalny 30-minutowy film „Hannah Montana: Backstage Secrets” i trailer do nowego DVD Hannah Montana: Pop Star Profile.

## Lista utworów
| Nr. | Tytuł                                                | Twórcy tekstu                                 | Producenci                                 | Czas |
| --- | ---------------------------------------------------- | --------------------------------------------- | ------------------------------------------ | ---- |
| 1.  | "The Best of Both Worlds"                            | Matthew Gerrard, Robbie Nevil                 | Gerrard, Jay Landers                       | 2:56 |
| 2.  | "Who Said"                                           | Gerrard, Nevil, Jay Landers                   | Gerrard, Landers                           | 3:15 |
| 3.  | "Just Like You"                                      | Adam Watts, Andy Dodd                         | Watts, Dodd                                | 3:14 |
| 4.  | "Pumpin’ Up the Party"                               | Jamie Houston                                 | Houston                                    | 3:10 |
| 5.  | "If We Were a Movie"                                 | Jennie Lurie, Holly Mathis                    | Antonina Armato, Tim James                 | 3:04 |
| 6.  | "I Got Nerve"                                        | Lurie, Ken Hauptman, Aruna Abrams             | Armato, James                              | 3:06 |
| 7.  | "The Other Side of Me"                               | Gerrard, Nevil                                | Gerrard, Landers                           | 3:08 |
| 8.  | "This Is the Life"                                   | Lurie, Shari Short                            | Marco Marinangeli                          | 2:59 |
| 9.  | "Pop Princess" (The Click Five)                      | Ben Romans                                    | Mike Deneen                                | 4:24 |
| 10. | "She’s No You" (Jesse McCartney)                     | Gerrard, McCartney, Nevil                     | Gerrard                                    | 3:33 |
| 11. | "Find Yourself in You" (Everlife)                    | Gerrard, Sarah Hezlep, Amber Ross, Julia Ross | Gerrard                                    | 3:35 |
| 12. | "Shining Star" (B5)                                  | Maurice White, Philip Bailey, Larry Dunn      | Dmyrio Mitchell, Jamahi Rye, Robert Hugger | 2:44 |
| 13. | "I Learned from You" (Miley Cyrus & Billy Ray Cyrus) | Steve Diamond, Gerrard                        | Gerrard                                    | 3:26 |

| Holiday Edition Bonus Tracks                                              |
| ------------------------------------------------------------------------- |
| 14. „Nobody’s Perfect” (Hannah Montana) – Gerrard, Nevil – Gerrard – 3:20 |

| Limited Edition bonus DVD |
| --- |
| 1. „The Best of Both Worlds” – 2:54 2. „Who Said” – 3:15 3. „Just Like You” – 3:14 4. „Pumpin’ Up the Party” – 3:10 5. „The Other Side of Me” – 3:08 |

| Special Edition bonus DVD                                                                                            |
| --- |
| 6. „Nobody’s Perfect” (Live) - 3:20 7. „Backstage Secrets” - 30:00 8. „Hannah Montana: Pop Star Profile DVD Trailer” |

## Sprzedaż i sukces komercyjny

### Album
Soundtrack zadebiutował na pozycji pierwszej Billboard 200 ze sprzedażą 281,000 egzemplarzy w pierwszym tygodniu, pokonując takich artystów jak John Legend i rockowy zespół My Chemical Romance. W drugim tygodniu płyta utrzymała się także na miejscu pierwszym, ze sprzedażą 203,000 kopii, przebijając Barry’ego Manilowa z albumem The Greatest Songs of the Sixties. Album to pierwszy soundtrack TV, który znalazł się na szczycie amerykańskiego notowania od dwudziestu lat.
Album spadł poniżej 100 najlepszych albumów na Billboard 200 dopiero w kwietniu 2008 roku. Uzyskał status potrójnej platyny przez RIAA i status srebrnej płyty w Wielkiej Brytanii w ciągu zaledwie 4 tygodni. Soundtrack znalazł się 34 tygodnie na UK Albums Chart.
| Notowania (2006)                  | Najwyższa pozycja | Status     |
| --------------------------------- | ----------------- | ---------- |
| Australia (ARIA)                  | 35                | –          |
| Austria (Ö3 Austria Top 40)       | 14                | Złoto      |
| Dania (Tracklisten)               | 23                | –          |
| Francja (SNEP)                    | 122               | –          |
| Hiszpania (PROMUSICAE)            | 14                | –          |
| Holandia (MegaCharts)             | 67                | –          |
| Kanada (Canadian Album Charts)    | 10                | Złoto      |
| Meksyk (AMPROFON)                 | 23                | –          |
| Norwegia (VG-lista)               | 11                | –          |
| Nowa Zelandia (RIANZ)             | 22                | Złoto      |
| Stany Zjednoczone (Billboard 200) | 1                 | 3x Platyna |
| Świat (World Charts)              | 4                 | –          |
| Wielka Brytania (UK Albums Chart) | 7                 | Srebro     |

### Piosenki
| Rok  | Tytuł                     | Najwyższa pozycja | Najwyższa pozycja | Najwyższa pozycja | Najwyższa pozycja | Najwyższa pozycja |
| Rok  | Tytuł                     | USA               | DEU               | IRL               | UK                |                   |
| ---- | ------------------------- | ----------------- | ----------------- | ----------------- | ----------------- | ----------------- |
| 2006 | „This Is the Life”        | 89                | –                 | –                 | –                 |                   |
| 2006 | „The Other Side of Me”    | 84                | –                 | –                 | –                 |                   |
| 2006 | „I Got Nerve”             | 67                | –                 | –                 | –                 |                   |
| 2006 | „Pumpin’ Up the Party”    | 81                | –                 | –                 | –                 |                   |
| 2006 | „Just Like You”           | 99                | –                 | –                 | –                 |                   |
| 2007 | „If We Were a Movie”      | 47                | –                 | –                 | –                 |                   |
| 2007 | „Who Said”                | 83                | –                 | –                 | –                 |                   |
| 2007 | „The Best of Both Worlds” | 92                | 66                | 17                | 43                |                   |